# Принасінник

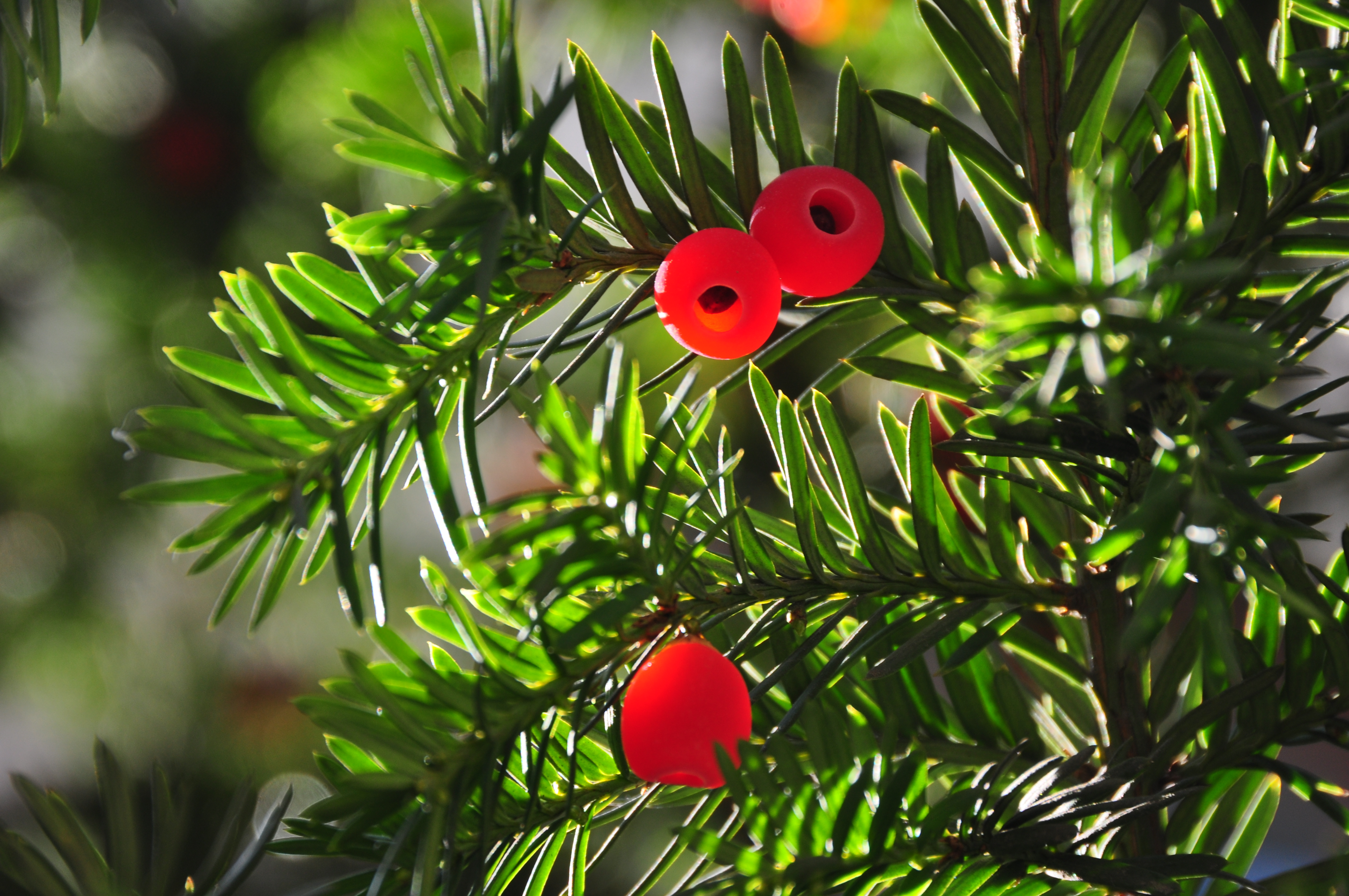
Плоди тиса ягідного з червоними принасінниками

Принасінник (ари́люс) від лат. arillus «покривальце», «мантія») — виріст сім'яніжки, м'ясистий, часто яскравого кольору утвір навколо насінини, не зрослий з нею. Принасінники бувають у вигляді дзвоника, чашечки, мішка або суцільної оболонки подібно до плоду.
Принасінник може мати соковиту, запашну та багату на поживні речовини м'якоть, а також яскраве забарвлення, які приваблюють потенційних розповсюджувачів насіння — птахів (орнітохорія) або мурах (мірмекохорія).
Серед рослин, поширених в Україні, виразні принасінники мають тис ягідний, бруслини європейська та бородавчаста, медунки лікарська, темна, м'яка, вузьколиста та багато інших рослин.
Також відомі всім «зернятка» граната, мускатні горіхи, нитки бавовнику, а також менш поширені екзотичні плоди лічі та рамбутану насправді є принасінниками.

## Галерея

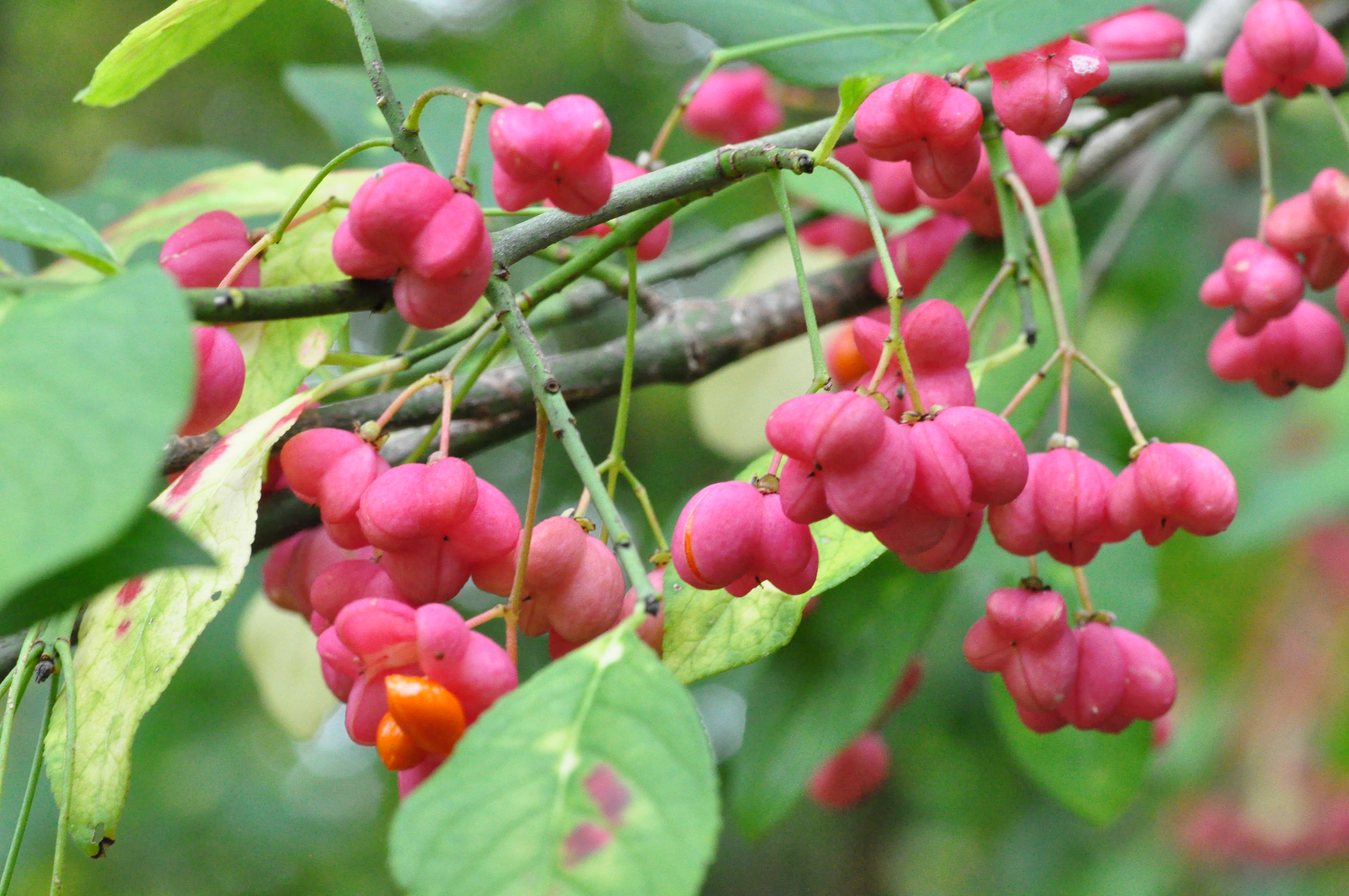
Червоні принасінники бруслини європейської
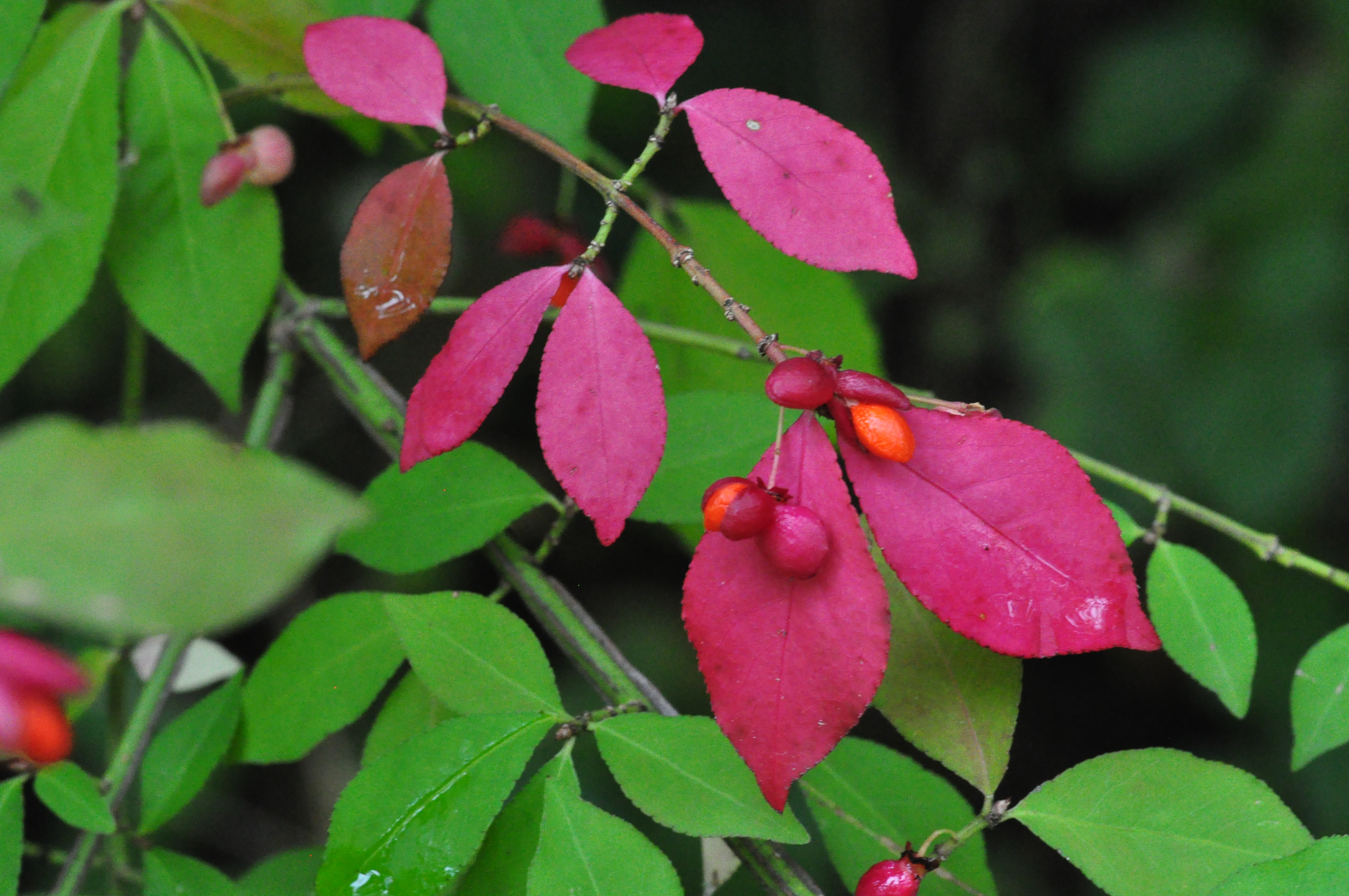
Принасінники бруслини крилатої
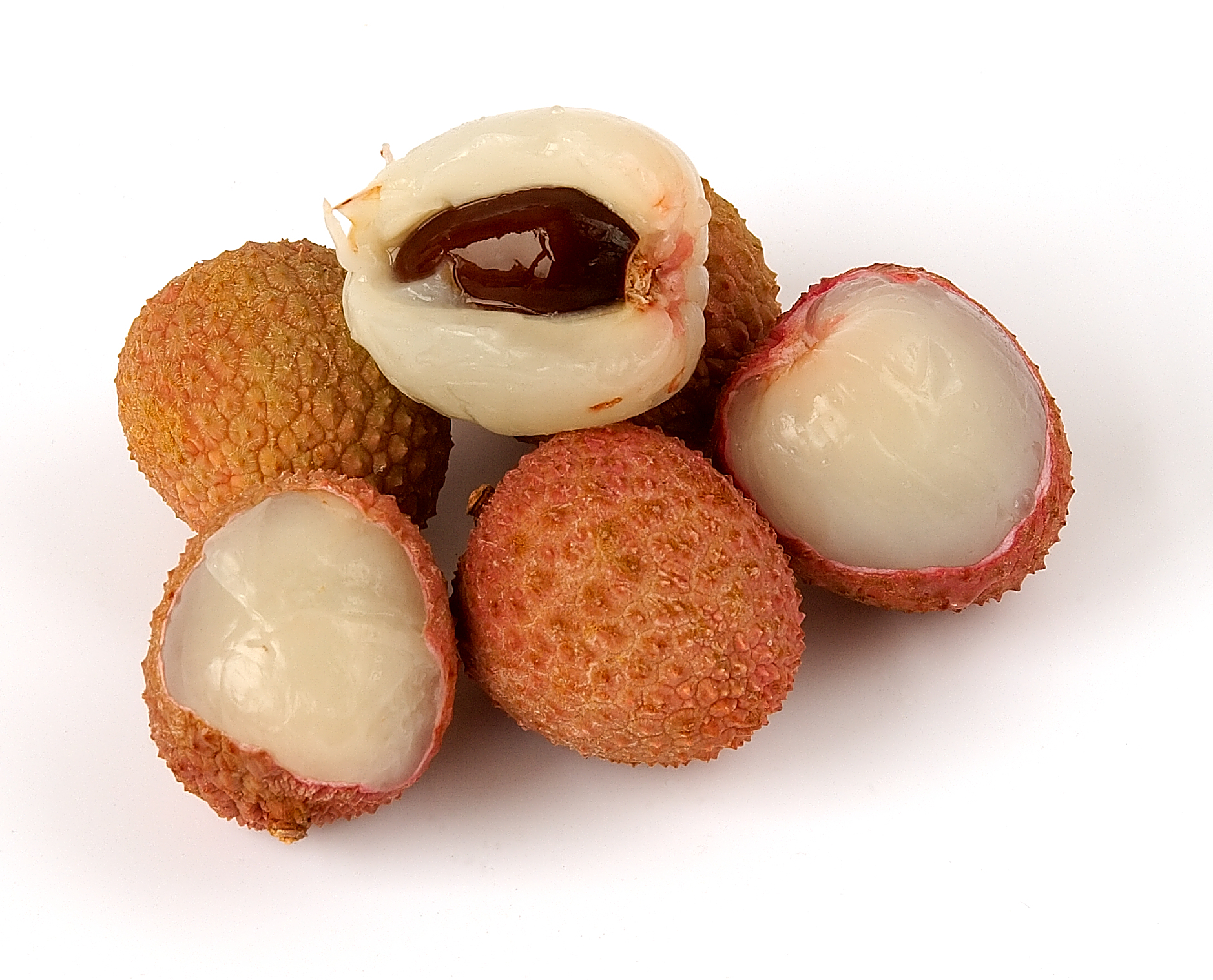
Плоди лічі (китайська слива)
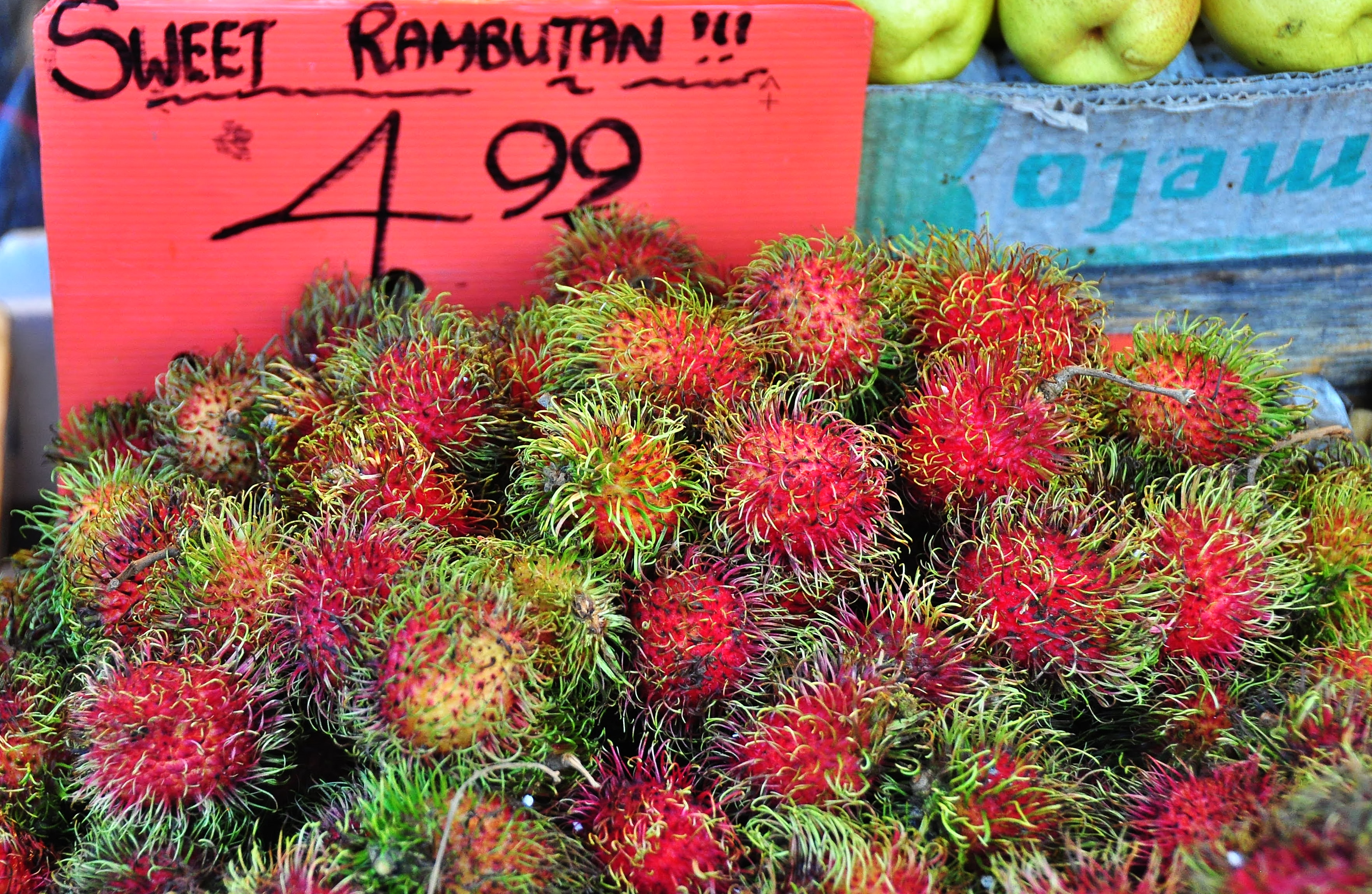
Плоди рамбутану на базарчику в китайському кварталі Торонто